# Polycarpa goreensis
Polycarpa goreensis is een zakpijpensoort uit de familie van de Styelidae. De wetenschappelijke naam van de soort is voor het eerst geldig gepubliceerd in 1914 door Michaelsen.